# Kabelka

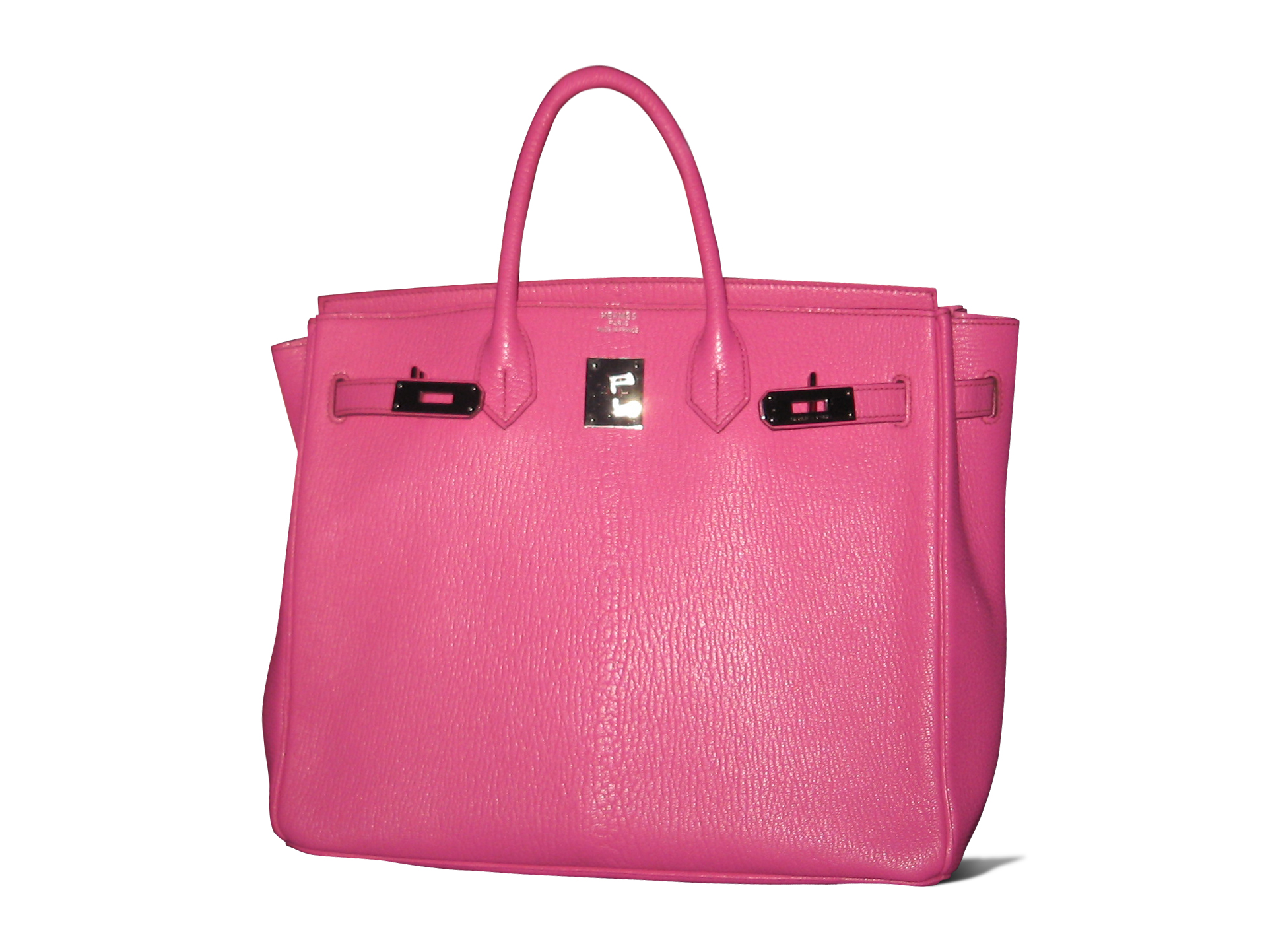
Kabelka Birkin

Kabelka je středně velké až velké zavazadlo, příp. módní doplněk, které používají především ženy k uschovávání osobních předmětů pro denní potřebu a různých cenností. Většinou už se používá jen jako módní doplněk a nosí  je často i muži. Také se vyrábějí speciální kabelky jménem ledvinky, jsou to v podstatě kabelky ale i pro muže.

## Historie
Jistá forma příručního zavazadla byla užívána lidmi od okamžiku, kdy měli potřebu přenášet různé cennosti. Starověké vaky a brašny z látky nebo kůže se běžně užívaly k úschově cenností a peněz. První dochované zobrazení předmětu velice podobnému kabelce je ze starověkého Egypta.Termín kabelka neexistoval do poloviny 19. století. 
Rozvoj vaků podobných kabelkám je zaznamenán ve 14. a 15. století. Tehdy ještě nebyly na oblecích kapsy, tak jak je známe dnes, tak se na opasek, který byl nejdůležitější součástí oděvu, věšely různě zdobené vaky, ve kterých zvláště ženy nosily voňavé předměty.
S příchodem širokých sukní s kapsami role těchto vaků ustupuje a vrací se až po francouzské revoluci, kdy se široké sukně staly méně populární a naopak se upřednostňovaly velmi subtilní modely. Toto úzké oblečení nemělo žádné místo pro kapsy, a proto se objevuje role kabelky jako zavazadla na úschovu věcí, ale i jako módního doplňku. Z tohoto období jsou zachovány i první důmyslné zavírací mechanismy.
S technologickou revolucí a příchodem železnice v 19. století zažívají zavazadla všeobecně a tedy i kabelky opravdovou revoluci. Výrobci zavazadel se začali zaměřovat na jiná zavazadla, která nebyla určená pro cestování na koních a v kočárech. V těchto letech byl poprvé použit výraz kabelka (handbag), tak jak ho známe dnes.

## Současnost
Kabelky jsou dnes[kdy?] vyráběny v množství stylů a materiálů. V nabídce je spoustu obchodů, ale zůstávají oblíbené kabelky z pravé kůže, které jsou symbolem kvality a luxusu.  Nepromokavé plátno, umělé hmoty, syntetická plazí kůže. Módní návrháři přicházejí i s kabelkami pro muže.[zdroj⁠?!]
Mezi významné světové značky patří - Dior, Dolce & Gabbana Archivováno 16. 12. 2020 na Wayback Machine., Prada,... 

## Známé kabelky
- Kelly bag: Návrh této kabelky vznikl v první polovině 20. století. Konkrétně roku 1923 v pařížském butiku Hermés. Největší popularitu a slávu si získala díky své majitelce bývalé herečce Grace Kelly. Tato proslavila svou oblíbenou kabelku díky fotografii, na které jí zakrývá své těhotenské bříško.
- Birkin Bag: Tato kabelka vznikla díky setkání herečky Jane Birkin s designérem domu Hermés v letadle z Paříže do Londýna. Během letu společně vytvořili tento model podobný své "sestře" Kelly bag.